# 本多英司
本多 英司（ほんだ ひでし、1954年10月9日 - ）は、日本の実業家。エーザイ株式会社元代表執行役副社長。アリナミン製薬元代表取締役会長/CEO。

## 人物・経歴
1977年3月、立教大学法学部卒業。同年4月、エーザイ株式会社入社。1986年、デューク大学経営大学院修了(MBA取得)。
エーザイでは主に欧米を中心とした海外事業畑を歩み、2003年6月に執行役員国際事業開発部長に就任以来、2005年6月薬粧事業部長に就任してコンシューマー事業に携わり、2007年6月からは日本事業本部担当常務執行役、2010年6月ジャパンプレジデントとして日本事業の責任者も務めた。2011年4月からは専務執行役イースト・アジア・リージョン プレジデントとして東アジア地域事業を統括、2012年6月21日からは代表執行役副社長を務めた。
2018年3月よりブラックストーンのシニアアドバイザーであり、2020年4月から翌年3月まではあゆみ製薬株式会社の取締役会長（非常勤）を務めた。
2021年3月、アリナミン製薬株式会社代表取締役社長に就任。2022年7月より同社代表取締役会長/CEOに就任し、翌年6月30日付で退任。